# Curse of Enchantia
Curse of Enchantia est un jeu d'aventure de Core Design sorti en 1992.

## Synopsis
Dans un univers parallèle, il y a bien longtemps existait un pays nommé Enchantia gouverné d'une main de fer par des sorcières diaboliques et puissantes. La reine des sorcières veut se créer une potion de jeunesse éternelle et pour cela elle a besoin d'un jeune garçon vivant dans une autre dimension. Le jeune malheureux Brad a été téléporté dans le monde maudit du royaume d'Enchantia et se retrouve attaché la tête en bas dans le donjon du château terrifiant. Il doit s'échapper et trouver un moyen de détruire la sorcière maléfique.